# Ludwig von Slaski
Ludwig Romuald von Slaski (polnisch Ludwik Romuald Slaski; * 5. Februar 1818 in Trzebcz bei Kulm; † 25. November 1898 in Thorn) war ein Rittergutsbesitzer und Reichstagsabgeordneter.
Slaski war Rittergutsbesitzer auf Trzebcz im Kreis Kulm. Von November 1871 bis 1874 war er Mitglied des Deutschen Reichstags für die Polnische Fraktion für den Wahlkreis Marienwerder 6 (Tuchel-Konitz). Er wurde in einer Nachwahl für den Abgeordneten Albert Ludwig von Haza-Radlitz gewählt, der sein Mandat aus gesundheitlichen Gründen niedergelegt hatte.